# Commissario europeo per la pesca e gli oceani
Il commissario europeo per la pesca e gli oceani è un membro della Commissione europea. L'attuale commissario dal 1° dicembre 2024 è il cipriota Cōstas Kadīs.

## Competenze
La delega alla pesca riguarda essenzialmente l'elaborazione e la gestione della politica comune della pesca. Le competenze riguardanti il settore della pesca sono state quasi interamente trasferite dagli stati membri all'Unione europea. L'Unione europea ha 66.000 km di coste e la più grande Zona Economica Esclusiva del mondo, estesa per circa 25 milioni di km². L'industria della pesca ha un'importanza fondamentale per le economie di alcuni stati membri.
La delega agli affari marittimi riguarda l'elaborazione e la gestione di una politica marittima integrata, che consiste sostanzialmente in un coordinamento tra tutte le politiche della Commissione che a vario titolo riguardano il mare (politiche dei trasporti, dell'ambiente, dell'occupazione...). Il Commissario agli affari marittimi assicura che tali politiche siano coerenti tra loro.
Al Commissario per la pesca e gli affari marittimi fanno capo la Direzione generale per la pesca e gli affari marittimi della Commissione, attualmente diretta dalla britannica Lowri Evans, e l'Agenzia comunitaria di controllo della pesca.

## Il commissario attuale
Cōstas Kadīs è entrato in carica come commissario il 1º dicembre 2024, nell'ambito della Commissione von der Leyen II. È di nazionalità cipriota e nel parlamento europeo si colloca nel Partito Popolare Europeo.

## Elenco
|    | Commissario            | Paese       | Commissione                           | Periodo          | Incarico                                        |
| -- | ---------------------- | ----------- | ------------------------------------- | ---------------- | ----------------------------------------------- |
| 1  | Finn Olav Gundelach    | Danimarca   | Commissione Jenkins Commissione Thorn | 1977–1981        | Agricoltura e pesca                             |
| 2  | Poul Dalsager          | Danimarca   | Commissione Thorn                     | 1981–1985        | Agricoltura e pesca                             |
| 3  | Frans Andriessen       | Paesi Bassi | Commissione Delors I                  | 1985–1989        | Agricoltura e pesca                             |
| 4  | Manuel Marín           | Spagna      | Commissione Delors II                 | 1989–1993        | Sviluppo e cooperazione e pesca                 |
| 5  | Ioannis Paleokrassas   | Grecia      | Commissione Delors III                | 1993–1995        | Ambiente e pesca                                |
| 6  | Emma Bonino            | Italia      | Commissione Santer                    | 1995–1999        | Pesca, tutela dei consumatori e aiuti umanitari |
| 7  | Franz Fischler         | Austria     | Commissione Prodi                     | 1999–2004        | Agricoltura, sviluppo rurale e pesca            |
| 8  | Sandra Kalniete        | Lettonia    | Commissione Prodi                     | 2004             | Agricoltura, sviluppo rurale e pesca            |
| 9  | Joe Borg               | Malta       | Commissione Barroso I                 | 2004–2010        | Pesca e affari marittimi                        |
| 10 | Maria Damanakī         | Grecia      | Commissione Barroso II                | 2010–2014        | Pesca e affari marittimi                        |
| 11 | Karmenu Vella          | Malta       | Commissione Juncker                   | 2014–2019        | Affari marittimi e pesca                        |
| 12 | Virginijus Sinkevičius | Lettonia    | Commissione von der Leyen I           | 2019–2024        | Ambiente, oceani e pesca                        |
| 13 | Cōstas Kadīs           | Cipro       | Commissione von der Leyen II          | 2024 – in carica | Pesca e oceani                                  |